# Авеленго
Авеленго, Авеленґо (італ. Avelengo) — муніципалітет в Італії, у регіоні Трентіно-Альто-Адідже,  провінція Больцано.
Авеленго розташоване на відстані близько 540 км на північ від Рима, 70 км на північ від Тренто, 19 км на північний захід від Больцано.
Населення — 760 осіб (2014).

## Демографія
Населення за роками:

Станом на 1 січня 2023 року в муніципалітеті офіційно проживали 54 іноземці з 16 країн, серед них 37 громадян країн Євросоюзу.

## Сусідні муніципалітети
- Мерано
- Сарентіно
- Шена
- Верано